# Wilhelm Walcher
Pour les articles homonymes, voir Walcher.
Wilhelm Walcher (7 juillet 1905, à Kaufbeuren - le 9 novembre 2005 à Marbourg) est un physicien allemand, ayant travaillé en physique nucléaire.

## Carrière
C'est l'un des signataires du Manifeste des 18 de Göttingen.

## Livres
- Wilhelm Walcher Praktikum der Physik (Vieweg & Teubner, 1967, 1989, 2006)
- Detlef Kamke and Wilhelm Walcher Physik für Mediziner (Vieweg & Teubner, 1982, 1994, 2004)
- Max Wutz, Hermann Adam, and Wilhelm Walcher Handbuch Vakuumtechnik. Theorie und Praxis (Vieweg Friedr. & Sohn Verlag, 1986, 1989, 1992, 1997, 2004)